# Chinese Volleyball League 2010-2011 (maschile)
La Chinese Volleyball League 2010-2011 si è svolta dal 2010 al 2011: al torneo hanno partecipato 10 squadre di club cinesi e la vittoria finale è andata per la nona volta, l'ottava consecutiva, allo Shanghai.

## Squadre partecipanti
| - Bayi - Fudan Daxue - Henan - Guangdong - Jiangsu | - Liaoning - Shandong - Shanghai - Sichuan - Zhejiang |

## Premi individuali[1]
| Premio             | Giocatrice   | Squadra   |
| ------------------ | ------------ | --------- |
| MVP                | Chen Yang    | Guangdong |
| Miglior attaccante | Wu Yiwen     | Bayi      |
| Miglior muro       | Yang Jianbin | Shanghai  |
| Miglior servizio   | Guo Peng     | Bayi      |
| Miglior allenatore | Wang Jian    | Shanghai  |

## Classifica finale[1]
| Pos | Squadra     | Verdetto                        |
| --- | ----------- | ------------------------------- |
| 1   | Shanghai    | Al campionato asiatico per club |
| 2   | Jiangsu     |                                 |
| 3   | Bayi        |                                 |
| 4   | Shandong    |                                 |
| 5   | Liaoning    |                                 |
| 6   | Henan       |                                 |
| 7   | Sichuan     |                                 |
| 8   | Zhejiang    |                                 |
| 9   | Guangdong   |                                 |
| 10  | Fudan Daxue | Chinese Volleyball League B     |